# Ray Strachey
Pour les articles homonymes, voir Strachey.
Ray Strachey, née Rachel Pearsall Conn Costelloe à Londres le 4 juin 1887 et morte le 16 juillet 1940, est une personnalité politique féministe et une écrivaine britannique.

## Biographie
Elle est la fille de l'écrivaine d'origine américaine Mary Pearsall Smith et de l'avocat irlandais Frank Costelloe. Étudiante brillante, elle fait ses études à la Kensington High School et au Newnham College, Cambridge, où elle obtient le troisième rang des Tripos de mathématiques, en 1908. 
Strachey s'engage en faveur du droit de vote des femmes et milite dans des organisations féministes. La plupart de ses publications traitent de questions liées au suffrage des femmes. Son livre le plus connu est The Cause (1928), qu'elle dédie à Millicent Fawcett, avec qui elle travaille en étroite collaboration et dont elle partage les valeurs féministes libérales. Elle s'oppose notamment aux tentatives d'intégrer le mouvement suffragiste dans le parti travailliste. 
En 1915, elle devient secrétaire parlementaire de la National Union of Women's Suffrage Societies, fonction qu'elle occupe jusqu'en 1920. Après la Première Guerre mondiale, lorsque les femmes obtiennent le droit de vote et sont autorisées à se présenter aux élections législatives, elle est candidate indépendante à Brentford et Chiswick, en 1918, 1922 et 1923, sans être élue. 

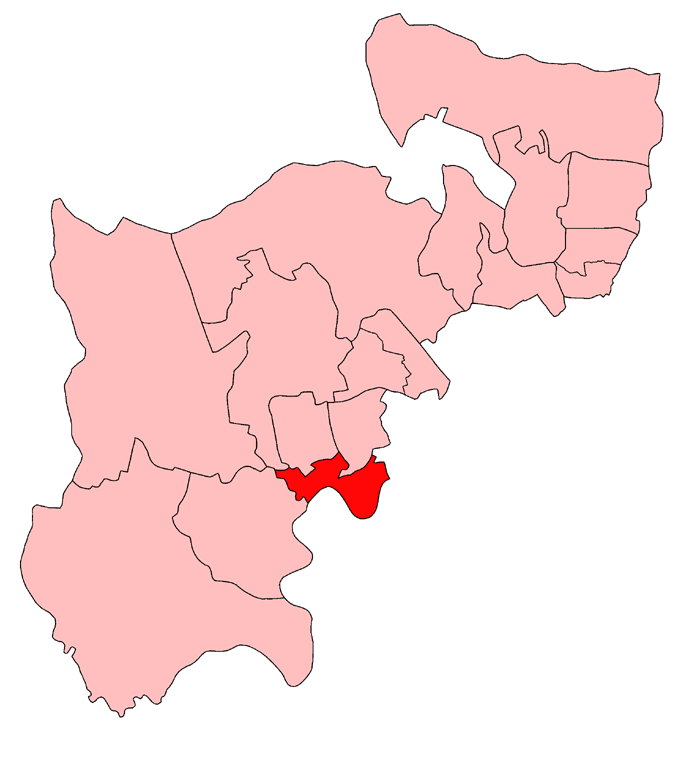
Brentford et Chiswick, dans le Middlesex, en montrant les limites utilisé à partir de 1918-1923

Elle est en désaccord avec la tentative d'Eleanor Rathbone d'établir un programme féministe dans les années 1920. En 1931, elle devient secrétaire parlementaire de Nancy Astor, première députée britannique et en 1935 devient responsable de la Women's Employment Federation. Elle fait aussi régulièrement des émissions de radio sur la BBC. Elle est l'auteure d'une vie de sa grand-mère, Hannah Whitall Smith, en 1914.
Ray Strachey meurt au Royal Free Hospital de Londres, des suites d'une insuffisance cardiaque, à la suite de l'opération d'un fibrome. Ses archives sont conservées à la Women's Library, de l'université métropolitaine de Londres.

## Famille
Elle épouse à Cambridge, le 31 mai 1911, Oliver Strachey, haut fonctionnaire, avec qui elle publie Keigwin's rebellion (1683-4): An Episode in History of Bombay. Ils ont deux enfants, l'écrivaine Barbara Strachey, née en 1912 et Christopher Strachey, né en 1916, chercheur et informaticien. Oliver Strachey est l'aîné d'une fratrie de dix enfants, qui comprend également l'écrivain Lytton Strachey du Bloomsbury Group, le psychanalyste James Strachey, la romancière Dorothy Bussy, la pédagogue Pernel Strachey. La belle-mère de Ray est Jane Maria Strachey, écrivaine engagée en faveur du droit de vote des femmes, qui a co-organisé la « Mud March », en 1907 à Londres.

## Publications
- The World at Eighteen
- Marching On
- Shaken By The Wind

### Biographies
- Frances Willard: Her Life and Work,
- A Quaker Grandmother: Hannah Whitall Smith (1914), Kessinger Publishing, LLC, 2009  (ISBN 978-1120127136)
- Millicent Garrett Fawcett

### Essais sur le rôle des femmes
- Women's suffrage and women's service: The history of the London and National Society for Women's Service, London and National Society for Women's Service, 1927
- The Cause: A Short History of the Women's Movement in Great Britain
- Careers and Openings for Women
- Our Freedom and Its Results